# パンク・ロック
パンク・ロック（英: punk rock）は、1970年代半ばから後半にかけて発生したロックのスタイルの一つ。パンク（英: punk）と略称されることも多い。

## 概要
1960年代のビート・グループのほか、ザ・フー、ローリング・ストーンズ、キンクスなどのブリティッシュ・インヴェイジョンに影響を受けた、ガレージロックのハードなエッジのサウンドをルーツとしており、そのスピリットを70年代に再現しようとした。中でも、MC5やザ・ストゥージズは、その音楽性と過激なパフォーマンスから、パンクのルーツと見なされている。やがて、1975年頃にアメリカ・ニューヨークのロックシーンで産声を上げ、1976年には、その影響を受けたセックス・ピストルズがイギリスのロンドンでデビュー。その後、イギリスに同じ音楽性のパンク・ロックバンドが続々と登場し、ロックの新しい時代を築いた。
1977年のロンドン・パンク・ムーブメントは短期間で終息し、入れ代わるようにエルヴィス・コステロ、イアン・デューリー、スペシャルズ、ワイヤー、キャバレー・ボルテールらニュー・ウェイヴが台頭。音楽性の一部が引き継がれた。
パンクは、ミュージシャンとしての演奏能力はあまりないが、ロックを通して、自分自身を表現することの必要性を感じていた若者たちによる音楽だった。パンクの音楽的特徴としては、簡素なロックンロールへの回帰を志向し、スリーコードを中心とした簡潔なスタイルをとった。アップテンポかつ攻撃的だが、レゲエを取り入れた代わりに、ロックのルーツのひとつであるブルースやブギーなどの黒人由来の音楽要素が排除される形となった。これはメロトロンやシンセサイザーなどの高価な機材を使ったり、速弾きや即興演奏などの技巧を競っていた当時のハードロックやプログレッシブ・ロック・シーンに対する反発により生まれた。そのため、レッド・ツェッペリン、ピンク・フロイド、クイーン、ローリング・ストーンズらロック・スターとなっていたバンドを激しく攻撃し、ハードロックやプログレッシブ・ロックを「オールド・ウェイヴ」として否定するようになった。
パンクやニュー・ウェイヴは、DIY（Do It Yourself＝自分達でやる）をスローガンとして掲げ、後進のパンク・バンドにも影響を与えた。パンクは、当初から反体制的（アナーキズム）、または左翼的（マルキシズム）なメッセージを歌うバンドが多く、次第に政治的な色彩は弱まっていったが、2018年にはインドネシアアチェ州のパンク・ロック愛好者が宗教警察に摘発されている事例があるように、今もなお音楽性や歌詞が反宗教的と捉えられる傾向がある。

## 歴史

### 前史
ザ・フーやザ・ストゥージズ、過激なライブパフォーマンスのMC5、グラム・ロックとも見られたヴェルヴェット・アンダーグラウンド（同性愛やSMも題材とした）やニューヨーク・ドールズなどが、パンクのルーツと考えられている。

### ニューヨーク・パンク

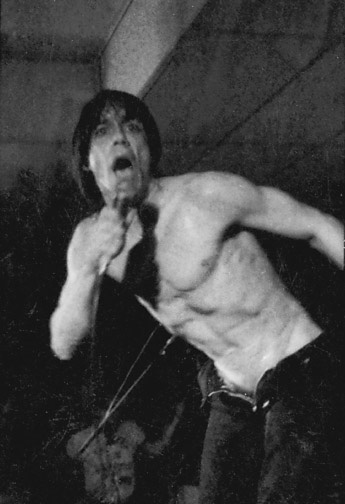
パンクのゴッドファーザー、イギー・ポップ

ニューヨーク・パンクは、1960年代後半にアメリカのアンダーグラウンドで人気を得ていた、MC5、ヴェルヴェット・アンダーグラウンド、ザ・ストゥージズ、70年代前半のニューヨーク・ドールズなどに影響を受けて生まれた。
70年代後半には、パティ・スミス、テレヴィジョン、ラモーンズ、トーキング・ヘッズらが、マキシズ・カンサス・シティや、CBGBなどのライブハウスを拠点に演奏するようになった。他にも、リチャード・ヘル、ジョニー・サンダース、ディクテイターズ、ミンク・デヴィル、ウェイン・カウンティ、デッド・ボーイズ、スーサイドらが、これらのライブハウスを拠点に活動した。パンクから派生したディーヴォ、トーキング・ヘッズなどのニュー・ウェイヴバンドは、チャートでもそれなりの成功を収めた。

### ロンドン・パンク
ロンドン・パンクは、ニューヨーク・パンクにわずかに遅れて、76年ごろから始まった。特徴としては、初期のロックンロールが持っていた攻撃性と反社会性、スリーコード中心の曲調が挙げられる。また、少し前に流行っていた、パブロックといわれる音楽からも大きな影響を受けた。安全ピン、ワッペン、破れた細いジーンズや古着のTシャツ、革ジャンなどのファッションも若者の間で流行した。初期に人気があったのは、セックス・ピストルズ、ザ・クラッシュ、ダムドらだが、ピストルズのアメリカ進出は成功せず、アメリカのチャートで成功を収めたのは、ザ・クラッシュだった。
1976年末、ダムドがデビューした。ロンドン・パンクのバンドでは初となる、シングル「ニュー・ローズ」をリリースした。他のパンク・バンドに比べて政治色が薄く、圧倒的なスピードの演奏が特徴で、アルバム『地獄に堕ちた野郎ども』も発表した。
1975年、ロンドンのブティック、「SEX」の経営者マルコム・マクラレーンが、店にたむろしていた若者たちで結成した、セックス・ピストルズをデビューさせた。破れたシャツ、安全ピン、逆立てた髪という奇抜なファッションは、マクラーレンの助言によるものだと言われている。メンバーのグレン・マトロックを中心に制作された、アナーキズムを煽動したり、エリザベス女王をからかった数々の曲は、保守的なイギリスのタブーを犯しており、そのことがマスコミの餌食となって一大スキャンダルとなった。ライブでは、客に唾を吐きかけ、テレビに出演すれば必ず司会者とトラブルを起こすと言われ、イギリスでパンク・ロックが知られるきっかけとなっていった。なお、ジョニー・ロットンは右翼に襲撃され、重傷を負ったこともある。

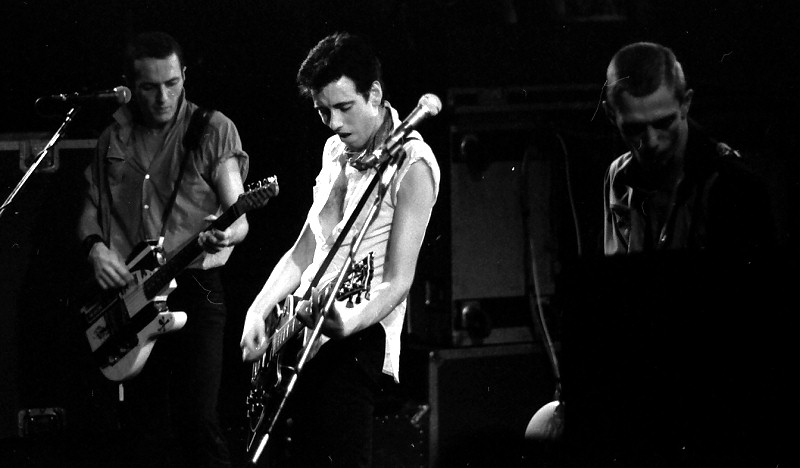
1980年のザ・クラッシュ

ザ・クラッシュは、1976年にロンドンで結成され、翌1977年『白い暴動』でデビュー。2作目のアルバムはパンクだったが、パンクと通じる階級的な位置づけをもつレゲエへの接近を試みた、1979年のアルバム『ロンドン・コーリング』を発表、次第にロック・スターへと成長していく。シングル「ロック・ザ・カスバ」のヒットによってアメリカ進出に成功し、スタジアム規模のライブツアーを何度か行った。
他に、ザ・ジャムがネオ・モッズ・ムーブメントを巻き起こし、UKチャートでNo.1ヒットを4曲も出すなど、1982年に解散するまで人気バンドとなった。ストラングラーズは、短いギターソロ、攻撃的な歌詞と音楽を売りにした。ストラングラーズは、アイスクリーム販売用のバンで、イギリス国内を移動してライブを行った。スウェーデン公演の際に、地元の右翼に襲撃される等、政治団体の標的となるなどトラブルもあったが、アルバムをイギリスのチャートの上位に送り込むようになった。
ブームの火付役であったセックス・ピストルズは、アメリカ・ツアーの途中で空中分解し、ジョニー・ロットンの脱退により、スタジオ・アルバム1作を残しただけで実質解散。ジョニー・ロットン改めジョン・ライドンは、新たにパブリック・イメージ・リミテッドを結成。ドイツのカンなどの前衛ロックや、レゲエの先鋭的なミキシング方法である、ダブを採り入れた音楽は話題となり、パンクからニュー・ウェイヴへという時代の変化を印象づけた。
イギリスでは、失業者の増加と言う社会問題が下地となって、若者たちの不満、怒り、反抗、暴力性などを掬い上げたパンクが大きな社会現象となった。ジェネレーションX（ビリー・アイドルが在籍）などの、ポップなバンドも次々に生まれた。ファッション、絵画などの芸術にまでその波は広がり、髪を逆立たせ、服を破いたスタイルのロンドン・パンク・ファッションは、世界中で知られたが、パリ・コレに登場するなどして、鋭さを失っていった。パンクのブームが去った後は、エルヴィス・コステロ、ニック・ロウ、イアン・デューリー、グラハム・パーカーらのニュー・ウェイヴの時代となった。キャリアのあるミュージシャン達によって結成されたポリスも、デビューアルバムの内容はレゲエとパンクであった。また、スペシャルズやマッドネス、セレクターなどのネオ・スカバンドが人気を博した

### 1980年代のパンク・ロック
1978年にセックス・ピストルズは解散し、パンクの時代からニュー・ウェイヴの時代へと変化していった。しかし1980年代、クラス、ディスチャージ、G.B.H.、エクスプロイテッドといった、ネオ・パンクバンドが次々に登場し、いわゆる「ハードコア（極端）・パンクが話題となった。「アナーキー&ピース」をスローガンに掲げたクラスは、メンバーが共同生活を送るなど、反体制、アナーキズムを貫き、パンク・ロックにより過激な主張を持ち込んだ。 
アメリカにおいても、1970年代後半に新しいバンドが次々と誕生。デッド・ケネディーズ、ブラック・フラッグといった有力バンドにより、各地で新しいパンク・シーンが生まれた 。アンダーグラウンド・レベルのシーンを支えた西海岸のファンジンの中には、長期にわたって音楽情報提供の役割を果たしたものもある。1977年に創刊したロサンゼルスの『フリップサイド』誌は、ガレージやパンク時代からのファンジンである。西海岸バークリーのカレッジラジオ局のパンク番組『マキシマム・ロックンロール』がファンジンを創刊する1982年には、ハードコア・パンクのリポートが掲載されるようになった。ハスカー・ドゥや、バッド・ブレインズのように大手レーベルと契約するバンドが増えた。またSSTや、ディスコード・レコードのようなインデイー・レーベルが配給を拡大した。一方、ワシントンD.C.では「禁セックス」、「禁アルコール」、「禁ドラッグ」など、新興宗教的な主張をしたストレート・エッジを提唱したマイナー・スレットの解散後、自主レーベル『ディスコード』のオーナーでもあったイアン・マッケイは、暴力化・様式化するハードコア・パンク・シーンに反発した音楽活動を開始した。

### 90年代以後のパンク
アメリカにおけるハードコア・ムーブメントは、アンダーグラウンドな動きに留まったが、その過程において各地のバンド、インディ・レーベルを結ぶネットワークも一部に見られた。そのような状況下、サウンドガーデンやマッドハニーといったバンドが、シアトルのインディ・レーベルサブ・ポップより次々とデビューし、シアトルのアンダーグラウンドシーンは盛り上がりを見せる。1990年に、80年代初頭からニューヨークのアンダーグラウンドシーンで活躍していたソニック・ユースが、メジャー・レーベルのゲフィン・レコードよりデビュー、翌1991年には、ニルヴァーナが『ネヴァーマインド』で全世界で3,000万枚を売り上げる大ヒットを記録し、「グランジ」が話題になった。その後、パール・ジャムなどが次々とメジャー・デビューした。グランジはパンクとヘヴィ・メタルを合わせたような音楽性だった。しかしながら、グランジ・ブームは、1994年にニルヴァーナのリーダーであったカート・コバーンが自殺すると、オルタナティヴ・ロックに呑み込まれる形で、急速に終息を迎える。
また、アメリカ北西部のオリンピア・ポートランドを中心に、グランジ/オルタナティヴ・ロックと同時期にライオット・ガール（Riot Grrrl）といムーヴメントが起きた。ポップ・パンク、メロコアは、1980年代後半にバッド・レリジョンが、ハードコア的なサウンドをよりメロディック、スピーディーにさせたスタイルを確立した。

### 2000年代以後のパンク
グリーン・デイや、オフスプリングが大ヒットアルバムを発表した。グリーン・デイは日本では青春パンクなどとも呼ばれたが、大統領を批判したり、戦争に反対するなど、硬派な面も見せていた。

## 主なパンク・アーティスト

### UKパンク
- セックス・ピストルズ[† 11] The Sex Pistols
- ダムド[11] The Damned
- ザ・クラッシュ[† 12] The Clash
- サブウェイ・セクト
- ジェネレーションX[† 13] Generation X
- ザ・ジャム[† 14] The Jam
- シャム69 Sham 69
- ザ・スキッズ The Skids
- スージー&ザ・バンシーズ[† 15] Siouxsie & The Banshees
- スティッフ・リトル・フィンガーズ Stiff Little Fingers
- ストラングラーズ The Stranglers
- 999
- バズコックス Buzzcocks
- ビリー・ブラッグ
- ペネトレイション
- ラッツ The Ruts
- リッチ・キッズ Rich Kids
- ロンドンSS London SS
- ワイヤー Wire
- アンダートーンズThe Undertones（出身はアイルランド）
- ヴァイブレーターズ The Vibrators
- Xレイ・スペックス　X-Ray Spex
- オルタナティブTV
- クラス Crass

### USパンク
- パティ・スミス Patti Smith
- テレヴィジョン Television[† 16]
- ラモーンズ Ramones
- ブロンディ Blondie
- ジョニー・サンダース Johnny Thunders
- トーキング・ヘッズ Talking Heads
- リチャード・ヘル Richard Hell
- ウェイン・カウンティ Wayne County
- ハートブレイカーズ Heartbreakers
- ディクテイターズ The Dictators
- ディーヴォ Devo
- デッド・ボーイズ Dead Boys
- スーサイド Suicide
- ロケット・フロム・ザ・トゥームズ Rocket from the tombs
- フレッシュトーンズ Fleshtones
- ジェームス・チャンス James Chance
- ミート・パペッツ Meat Puppets
- GGアリン GG allin
- ソーシャル・ディストーション Social Distortion
- ハスカー・ドゥ Hüsker Dü
- マイナー・スレット Minor Threat
- デッド・ケネディーズ Dead Kennedys
- ディセンデンツ Descendents
- ディッキーズ The Dickies
- ペル・ウブ Pere Ubu
- バッド・ブレインズ Bad Brains
- サークル・ジャークス Circle Jerks
- モダンラバーズ The Modern Lovers
- ジャームス Germs
- ニューヨーク・ドールズ New York Dolls
- ミスフィッツ Misfits
- ソニック・ユース Sonic Youth
- ブラック・フラッグ Black Flag
- ウィアードス The Weirdos
- X X